# New World Pictures
New World Pictures was een Amerikaanse onafhankelijke filmproductie- en distributiemaatschappij, opgericht in 1970 door Roger Corman en zijn broer Gene Corman. Het bedrijf stond bekend om zijn low-budget films en speelde een cruciale rol in de carrières van verschillende filmmakers en acteurs.

## Geschiedenis

### Oprichting en beginjaren (1970–1983)
In 1970 verlieten Roger en Gene Corman American International Pictures (AIP) om hun eigen bedrijf, New World Pictures, op te richten. Het doel was om low-budget films te produceren en te distribueren, vergelijkbaar met het model dat ze bij AIP hanteerden. De eerste productie, Angels Die Hard (1970), was een bikerfilm die redelijk succesvol was. Dit werd gevolgd door films zoals The Student Nurses (1971) en The Big Doll House (1971), die het bedrijf op de kaart zetten in het exploitatiegenre.
New World Pictures gaf ook kansen aan opkomende regisseurs zoals Jonathan Demme, Ron Howard, Joe Dante en Paul Bartel, die enkele van hun eerste films bij het bedrijf maakten. Naast eigen producties distribueerde New World ook buitenlandse films van gerenommeerde regisseurs zoals Ingmar Bergman (Cries and Whispers, 1972) en Federico Fellini (Amarcord, 1973), waardoor het bedrijf ook erkenning kreeg in de arthouse-scene.

### Verkoop en uitbreiding naar televisie (1983–1989)
In 1983 verkochten de Corman-broers New World Pictures aan een groep investeerders. Onder het nieuwe management breidde het bedrijf zijn activiteiten uit naar televisieproductie, met series zoals Santa Barbara en The Wonder Years. In 1986 kocht New World de Marvel Entertainment Group, inclusief Marvel Comics, wat de invloed van het bedrijf in de entertainmentindustrie vergrootte.

### Overname door News Corporation en latere jaren (1989–1997)
In 1989 werd New World Pictures verkocht aan de Andrews Group, geleid door Ronald Perelman. Het bedrijf bleef actief in televisieproductie en breidde zijn bezittingen uit met de aankoop van verschillende televisiestations. In 1994 sloot New World een overeenkomst met de Fox Broadcasting Company, wat resulteerde in de affiliatie van meerdere New World-stations met Fox. Uiteindelijk werd New World in 1997 volledig overgenomen door News Corporation, het moederbedrijf van Fox, en geïntegreerd in de Fox Entertainment Group.

## Invloed en nalatenschap
New World Pictures speelde een belangrijke rol in de Amerikaanse filmindustrie, vooral in het exploitatiegenre. Het bood een platform voor opkomende talenten en introduceerde Amerikaanse kijkers bij buitenlandse arthouse-films. Veel van de films die door New World werden geproduceerd of gedistribueerd, hebben een cultstatus verworven.